# Arophyton buchetii
Arophyton buchetii är en kallaväxtart som beskrevs av Josef Bogner. Arophyton buchetii ingår i släktet Arophyton och familjen kallaväxter. Inga underarter finns listade.